# 兵庫医科大学の人物一覧
兵庫医科大学の人物一覧（ひょうごいかだいがくのじんぶついちらん）は、兵庫医科大学に関係する人物の一覧記事。

## 著名な教職員
- 浦出雅裕 - 兵庫医科大学 病院歯科口腔外科学 教授
- 廣田誠一 - 兵庫医科大学 病院病理学 教授
- 中野孝司 - 兵庫医科大学 内科学（呼吸器・RCU科） 教授

## OB・OG

### 政界
- 森下豊 - 橿原市長

### 研究者・学者
- 廣田誠一 - 兵庫医科大学 病院病理学 教授
- 中野孝司 - 兵庫医科大学 内科学（呼吸器・RCU科） 教授
- 上田敬博 - 鳥取大学医学部附属病院 高度救命救急センター 教授